# Klostertal
Het Klostertal is een dal in de Oostenrijkse deelstaat Vorarlberg, dat ligt tussen Bludenz en de Arlberg. In het dal liggen de gemeenten Dalaas, Klösterle en Innerbraz. Door het dal lopen de autoweg Arlberg Schnellstraße (S16) met de Dalaaser Tunnel en het westelijke traject van de Arlbergspoorlijn.

## Geografie

### Gemeenten
De Klostertaler gemeenschappen behoren allemaal tot de wijk Bludenz:
- Klösterle (hoogte: 1.073 m)
- Dalaas (hoogte: 835 m)
- Innerbraz (hoogte: 708 m)
- Bludenz (hoogte: 587 m)

## Toerisme
Het toerisme werd lange tijd beïnvloed door het belang van het Klostertal als verkeersroute. Door de lengte en de moeilijkheidsgraad van de weg door de Kloster werden reizigers gedwongen om de nacht door te brengen in de vallei. Dit had als gevolg dat er al sinds de Middeleeuwen hostels en kamers zijn.
Naarmate het verkeer toenam, werd ook het aantal huizen dat gebouwd was voor huisvesting, onderdak en eten verhoogd. Hier heeft de regio nog steeds profijt van. De lengte van het verblijf van de reizigers was sterk afhankelijk van het weer. Tegen het einde van de 19e eeuw veranderde de spoorwegconstructie de situatie van de hostels en veel waren verlaten of waren op de rand van economische afgrond. Pas nadat de spoorwegconstructie was afgerond, kwam er een nieuwe categorie gasten in de gemeenten van Klostertaler, namelijk toeristen die de verschillende plaatsen hadden bezocht vanwege het landschap en de interessante spoorwegfaciliteiten.

### Hannes Schneider
In 1921 werd onder leiding van Hannes Schneider de eerste skischool, Skischule Arlberg, opgericht. Hannes Schneider, die van Stuben am Arlberg kwam, was een succesvolle ski-pionier en grondlegger van de "Arlberg school". Zodoende kreeg de gemeente Arlberg steeds meer erkenning en naamsbekendheid. En de wintersportvakantie in deze regio werd geboren. De gunstige topografische ligging met overwegend noordhellingen garandeert sneeuwzekerheid tot laat in het voorjaar.

## Geologie
Geologisch gezien wordt het Klostertal gekenmerkt door vele verstoringen en verschillende rotssequenties. De vallei is de meest westelijke van de langste valleien, die gevormd werden aan de grens van de noordelijke kalksteen en de kristallijnen van de centrale Alpen. De geologisch zeer gevarieerde liggig legt de huidige vorming van de vallei uit. Tijdens de vorming van de vallei was het hoofdwerk gedaan door het stromend water, maar door de gletsjer erosie was de kerf min of meer getransformeerd tot een vallei. 
Het klimaat in het Klostertal wordt ook sterk beïnvloed door het landschap. De neerslagende westwinden kunnen onbelemmerd doordringen in de vallei. Het Klostertal is een van de natste dalen van Oostenrijk. Veel regen en sneeuw zijn hiervan het gevolg, wat de sneeuwzekerheid in dit gebied ten goede komt.